# Torres Novas
Torres Novas este un oraș în Portugalia.
Acesta se afla in centrul municipiului cu acelasi nume, compus din 17 comune: Alcorochel, Assentis, Brogueira, Chancelaria, Lapas, Meia Via, Olaia, Paco, Parceiros de Igreja, Pedrogao, Riachos, Ribeira Branca, Salvador, Sant'Iago, Santa Maria, Sao Pedro si Zibreira.
Orasul, situat in centrul Portugaliei, in districtul Santarem, are o suprafata de 279 km patrati  si o populatie de 36.825 locuitori (potrivit recensamantului din 2001).